# USS Flying Fish (SSN-673)
USS Flying Fish (SSN-673) – amerykański myśliwski okręt podwodny z napędem atomowym typu Sturgeon. Wyposażony był w pociski przeciwokrętowe Harpoon oraz rakietowe pociski przeciwpodwodne SUBROC z głowicą jądrową W55 o mocy 5 kT, a także w 23 torpedy Mk. 48 ADCAP i minotorpedy Mk. 60 Captor. "Flying Fish" zwodowano 17 maja 1969 roku w stoczni Electric Boat. Okręt został przyjęty do służby operacyjnej w marynarce wojennej Stanów Zjednoczonych 29 kwietnia 1970 roku, którą pełnił do 16 maja 1996 roku.